# Richard R. Nelson
Richard R. Nelson (Nueva York 4 de mayo de 1930-28 de enero de 2025)  fue un profesor estadounidense de economía en la Universidad de Columbia.
Es una de las figuras principales en el renacimiento de la economía evolutiva gracias a su libro Una teoría evolutiva del cambio económico (1982), escrito junto con Sidney G. Winter. También es famoso por su trabajo en la industria, el crecimiento económico, la teoría de la empresa y el cambio técnico.

## Biografía
Nelson es actualmente Profesor Emérito George Blumenthal de Asuntos Internacionales y Públicos, Negocios y Derecho, y director del Programa de Ciencia, Tecnología y Desarrollo Global en el Instituto de La Tierra de Columbia. Es además, a tiempo parcial, profesor en el Instituto de Manchester de Investigación de la Innovación (MIoIR, conocido anteriormente como PREST), de la Universidad de Manchester. Anteriormente fue profesor del Oberlin College, de la Universidad Carnegie Mellon y de la Universidad de Yale (1968-1986), donde fue director del Instituto de Estudios Sociales y Políticos (1981-1986).
También ha trabajado como economista de investigación y analista en la Rand Corporation (1957-60, 1963-68), y en el Consejo Presidencial de Asesores Económicos bajo el presidente John F. Kennedy (1961-63).
En 2005 fue galardonado con el Premio Leontief presentado por el Instituto de Desarrollo y Medio Ambiente Mundial de la Universidad de Tufts. En 2006 se convirtió en el 27º ganador del Premio Honda.
Nelson ha cooperado con Erik Reinert y su red de economía heterodoxa The Other Canon Foundation.

## Libros
- (Coeditor junto con Jan Fagerberg y David Mowery) The Oxford Handbook of Innovation (2005) ISBN 0-19-928680-9
- (Editor), National Innovation Systems: A Comparative Analysis (1993)
- Understanding Technical Change as an Evolutionary Process (1987) ISBN 0-674-01916-4
- (Coautor junto con Sidney G. Winter), An Evolutionary Theory of Economic Change (1982) ISBN 0-674-27228-5
- The Moon and the Ghetto (1977) ISBN 978-0-393-09173-1